# Afa Försäkring
Afa Försäkring tjänstepensionsaktiebolag är ett svenskt försäkringsbolag som ägs av Svenskt Näringsliv, Landsorganisationen i Sverige (LO) och PTK.
Afa Försäkring har i uppdrag att administrera kollektivavtalade försäkringar som bestäms i kollektivavtal mellan arbetsmarknadens parter, och som kompletterar den lagstadgade arbetsskadeförsäkring som går att få från Försäkringskassan. Ett mål med Afa-försäkringarna är att bidra till ett tryggare arbetsliv och ett långsiktigt hållbart samhälle. Afa-försäkringarna är bland annat avsedda att ge ekonomiskt stöd vid arbetsoförmåga på grund av sjukdom, vid arbetsskada, vid dödsfall, vid arbetsbrist och vid föräldraledighet. Den kollektivavtalade försäkringen drivs utan krav på vinstutdelning till ägarna. 
Afa Försäkring har cirka 650 anställda och kontor vid Klara södra kyrkogata i Stockholm. Försäkringsbolaget förvaltar kapital för cirka 200 miljarder kronor.
Afa Försäkring satsar årligen runt 150 miljoner kronor på forskning, utveckling och kunskapsförmedling inom arbetsmiljö och hälsa. Afa Försäkring stöder också olika projekt som syftar till att förebygga ohälsa och arbetsskador både inom den privata och offentliga sektorn.

## Afa Fastigheter
Afa Fastigheter är ett fastighetsbolag som är en del av kapitalförvaltningen på Afa Försäkring. Bolaget äger och förvaltar främst kommersiella lokaler och  kontorsfastigheter men även drygt 800 bostadslägenheter i Stockholm, t.ex. Hagahuset, Münchenbryggeriet och S:t Eriks Bryggeri.
Afa Fastigheter äger omkring 50 fastigheter med ett sammanlagt värdet på beståndet är ca 19,8 miljarder kronor i januari 2013 belägna i Stockholm.